# Foreningen De Danske Atlanterhavsøer
Foreningen De Danske Atlanterhavsøer var en dansk interesseforening som forsøgte at styrke sammenholdet mellem indbyggerne i det danske rige. Foreningen blev stiftet i 1902, i en tid hvor der blev diskuteret om Danmark skulle sælge Dansk Vestindien til USA.
Initiativstagerne til foreningen var modstandere af at sælge dele af det danske rige og dets befolkning, og flere pengestærke københavnere støttede op om foreningen. Blandt andet blev der etableret et plantageselskab som købte uvirksomme plantager. Foreningen fik også støtte fra Prinsesse Marie af Orleans, som sammen med sin mand prins Valdemar af Danmark havde besøgt Dansk Vestindien og faldt for øernes charme. 
Flertallet i befolkningen mente derimod at man havde lidt til fælles med befolkningen i Dansk Vestindien, og så derfor på et eventuelt salg som uproblematisk. Mange i Danmark var også forkæmpere for slaveriets afskaffelse og så på plantageejerne i Dansk Vestindien som mennesker som kun tænkte på penge og et liv i luksus. 
Hovedeksistensgrundlaget til foreningen forsvandt da Dansk Vestindien blev solgt til USA for 25 millioner dollar i 1917. Foreningen gennemgik dermed en større omstrukturering i 1919 som medførte en udvidelse af interesseområderne og navnet blev ændret til Dansk Samvirke. .
Foreningen udgav månedstidsskriftet Atlanten.